# 金峰 (演员)
金峰（英語：Chin Feng；1928年1月—2012年），本名方鋭，生於广东省，香港影视演员。

## 生平
金峰為香港化裝師方圓的孩子，在重慶大學畢業後担任话剧演员，因为其身材以及表演方式，而被称为“袖珍小生”。及后因为一些原因与1949年赴港，并在1952年开始出演电影，并改艺名为“金峯”。最初在新華公司工作，第一部出演的电影作品是歌舞劇《葡萄仙子》。
金峰其後后于1962年加入邵氏，在邵氏的十二年間拍攝了近三十部電影，初演小生，後出演諧星、反派等角色，及後在八十年代淡出影视圈。
金峰在2012年左右逝世。

## 外部連結
- imdb链接 （页面存档备份，存于）
- 香港影库链接 （页面存档备份，存于）
- TMDB链接 （页面存档备份，存于）